# Demond Mallet
Pour les articles homonymes, voir Mallet.
Dayon Demond Mallet, né le 22 février 1978 à Leesville en Louisiane, est un joueur américain de basket-ball.